# Linda Vista (San Diego)
Linda Vista es una comunidad en la ciudad de San Diego, California, Estados Unidos. Linda Vista se encuentra al este de Mission Bay, al norte de Mission Valley, y al sureste de Tecolote Canyon.
La mayoría de las casas en Linda Vista fueron construidas en 1940 como parte del gobierno para albergar a los trabajadores en la construcción de aeronaves durante los esfuerzos de la Segunda Guerra Mundial.
Linda Vista tuvo el primer centro comercial de la historia de los Estados Unidos, el cual abrió a finales de la década de 1940 y fue dedicado a Eleanor Roosevelt. El complejo, además de tiendas, incluía puntos de ocio y distracciones, como por ejemplo un cine. La ex primera dama también visitó la ciudad vieja de San Diego (conocida como el nacimiento de California) en Linda Vista, justo cruzando el río San Diego.

## Escuelas y universidades
Universidad de San Diego (Universidad)
University of San Diego High School (desaparecido)
Francis W. Parker School (grados desde la K al 12.º)
Kearny High School

## Edificios deLos ÁngelesCaliforniaLinda Vista
Linda Vista Community Hospital
- Datos: Q6552040
- Multimedia: Linda Vista, San Diego / Q6552040

1. ↑  Zip Data Maps, código ZIP n.º 92111.